# Singin' to My Baby
 (mai 2020).
Albums de Eddie Cochran
The Eddie Cochran Memorial Album
(1960)
Singin' to My Baby est le premier album d'Eddie Cochran, sorti sur Liberty Records en mono, en novembre 1957, sous le numéro de catalogue LRP 3061. Il s'agit du seul album d'Eddie Cochran sorti de son vivant, le chanteur se tuant dans un accident de voiture à seulement 21 ans le 17 avril 1960.  

## Contenu
L'album contient le single à succès Sittin' in the Balcony, paru en février 1957, qui s'est hissé au 18e rang du palmarès Top 100 du magazine Billboard.

## Liste des pistes
| 1. | Sittin' in the Balcony       | Johnny Dee                    | 1:58 |
| 2. | Completely Sweet             | Jerry Capehart, Eddie Cochran | 2:17 |
| 3. | Undying Love                 | Jerry Capehart, Eddie Cochran | 2:05 |
| 4. | I'm Alone Because I Love You | Ira Schuster, Joe Young       | 2:20 |
| 5. | Lovin' Time                  | Jan Woolsey                   | 2:04 |
| 6. | Proud of You                 | Dale Fitzsimmons              | 1:56 |

| 1. | Mean When I'm Mad                       | Jerry Capehart, Eddie Cochran | 1:50 |
| 2. | Stockings and Shoes                     | Lyle Gaston                   | 2:04 |
| 3. | Tell Me Why                             | Eddie Cochran                 | 2:15 |
| 4. | Have I Told You Lately That I Love You? | Scotty Wiseman                | 2:23 |
| 5. | Cradle Baby                             | Terry Fell                    | 1:45 |
| 6. | One Kiss                                | Eddie Cochran                 | 1:42 |

### Réédition 1981
L'album a été réédité par Liberty en 1981 comme un album de dix titres, en omettant I'm Alone Because I Love You et Have I Told You Lately That I Love You?. Le numéro de catalogue est LN-10137.

## Personnel
- Eddie Cochran - guitare, ukulélé, chant
- Perry Botkin Sr. - guitare rythmique
- Connie "Guybo" Smith - contrebasse
- The Johnny Mann Chorus - chœurs

## Classements
| Classements          | Meilleure position | Meilleure position |
| -------------------- | ------------------ | ------------------ |
| 1960 Albums UK Chart | 19                 | 1                  |
| 1963 Albums UK Chart | 20                 | 1                  |